# Der eingebildete Kranke
Der eingebildete Kranke (im  Original Le Malade imaginaire, auch als Der eingebildet Kranke und in den ersten Übertragungen als Der Krancke/Kranke in der Einbildung übersetzt) ist eines der berühmtesten Theaterstücke von Molière und zugleich sein letztes Werk. Die Komödie in drei Akten ist eigentlich eine Ballettkomödie mit Zwischenspielen und Tänzen von Marc-Antoine Charpentier, auch wenn diese heute oft nicht mehr mitaufgeführt werden. Die Uraufführung fand am 10. Februar 1673 im Palais Royal in Abwesenheit des Königs statt; die Rolle des Titelhelden spielte der Dichter selbst. Bei der vierten Vorstellung am 17. Februar 1673 erlitt Molière einen Blutsturz; er starb, noch in seinem Kostüm, nur wenige Stunden später.

## Inhalt
Das Stück handelt von dem Hypochonder Argan, der sich nur einbildet, krank zu sein. So zieht er diverse Ärzte zu Rate, die die Einzigen sind, die ihm seine eingebildete Krankheit abnehmen und ihn in dieser unterstützen. Geduldig befolgt er alle Anordnungen seines Arztes Monsieur Purgon und führt sie genauestens aus. Dem Arzt selbst kommt dieser Umstand sehr gelegen, und er verschreibt Herrn Argan überflüssige Behandlungen gegen überteuerte Rechnungen. Argan hingegen möchte – aus rein eigennützigen Motiven –, dass seine Tochter Angelique den Thomas Diafoirus heiratet, einen frisch gebackenen Doktor der Medizin. Angelique ist jedoch in Cléante verliebt.
Gemeinsam mit Argans Hausmädchen Toinette unternimmt Béralde, der Bruder des vermeintlich Kranken, mehrere Versuche, Argan von seiner Arzt-Besessenheit zu heilen. Schließlich überreden die beiden ihn, sich tot zu stellen, um dann herauszufinden, ob seine Frau und seine Töchter ihn denn nun wirklich lieben. Hierbei erkennt Argan die wahre Liebe seiner Tochter und die Geldgier seiner zweiten Frau, die nicht die leibliche Mutter Angeliques ist. Angelique steht es am Ende frei, zu heiraten, wen sie möchte – unter der Bedingung, dass ihr Zukünftiger ein Arzt ist oder wird. Anstatt Cléante zum Arzt zu machen, wie dieser vorschlägt, überredet Béralde den Hypochonder Argan dazu, selbst Arzt zu werden. Dazu wird sogleich eine Scheinzeremonie mit Schauspielern abgehalten, in der Argan, der das gespielte Aufnahmeritual in die Ärzteschaft für ernst hält, auf Lateinisch schwört, des Tragens seiner Ärztemütze würdig zu sein.

## Lachen über den Tod als zentrales Thema

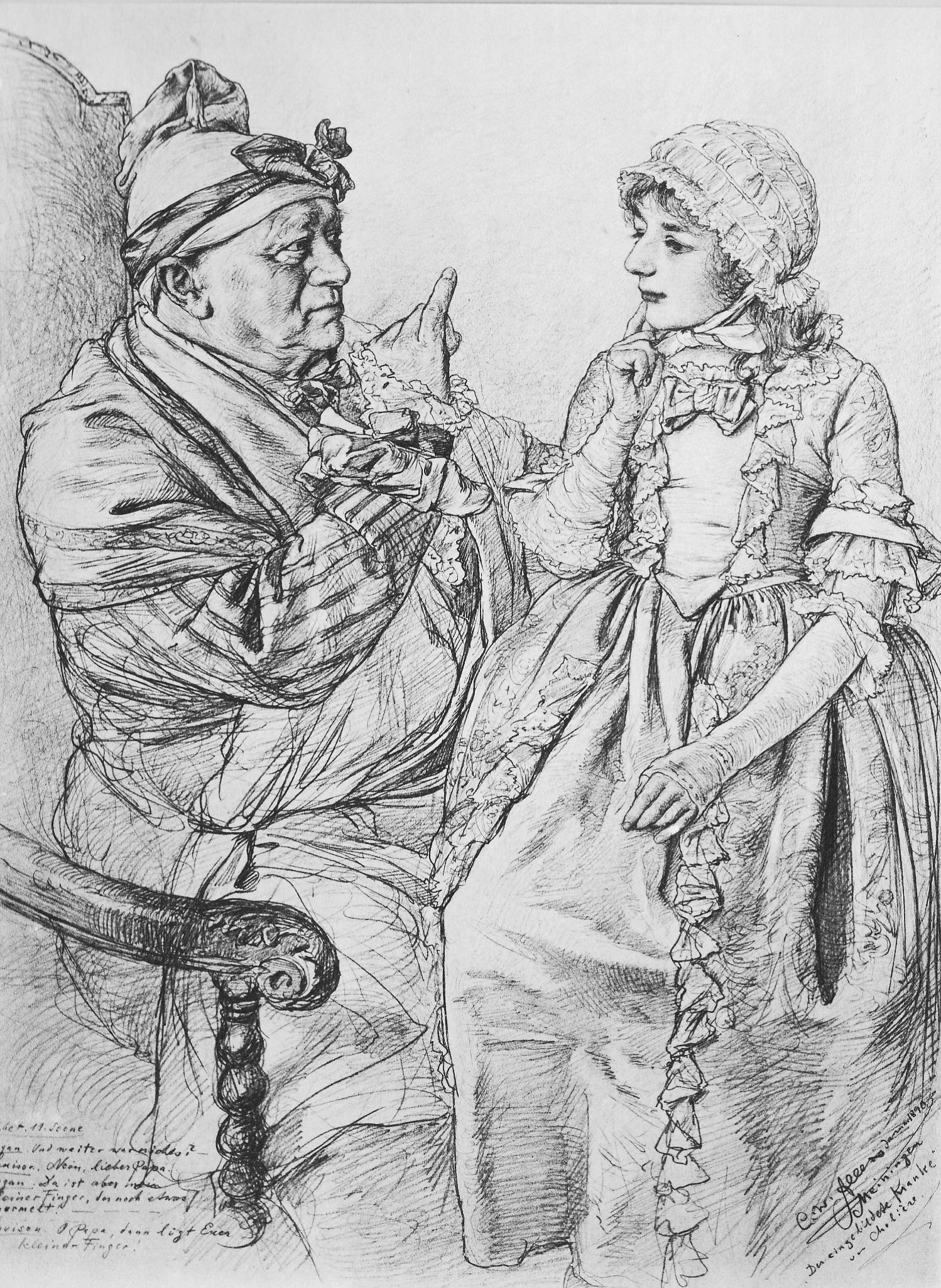
Szene aus Der eingebildete Kranke am Hoftheater Meiningen
(von Christian Wilhelm Allers)

Ein wichtiges Thema in Der eingebildete Kranke ist das „Spiel mit dem Tod“. Immer wieder taucht der Tod auf: Argan fürchtet zu sterben, die Verliebten Angélique und Cléante wollen nicht mehr leben, wenn sie nicht vereint sein können, Argans jüngste Tochter benutzt das Spiel mit dem Tod als eine List, um einer Tracht Prügel zu entgehen, und Argans zweite Frau Béline wartet nur darauf, dass Argan stirbt, auf dass sie ihr Erbe einstreichen kann. Als krönender Abschluss stellt sich Argan tot, um die wahren Gefühle seiner Frau und seiner Tochter herauszufinden.
Trotz dieser eigentlich ernsten Thematik bleibt Der eingebildete Kranke eine echte Komödie. Das Lachen über den Tod wird auf verschiedene Weise erreicht.

### Lachen über Argan
Zum einen lacht das Publikum über den Protagonisten: Argan ist besessen: Er behauptet krank zu sein, aber außer seinen Ärzten glaubt ihm das niemand. Deswegen finden ihn viele Personen seltsam. Würde Argan wirklich an einer so schweren Krankheit leiden, wie er es vorgibt, so empfände man Mitleid mit ihm oder würde seine Angst vor dem Tod teilen. Es braucht also einen gewissen emotionalen Abstand zu dem komischen Helden. Bergson spricht von einer „anesthésie momentanée du cœur“ (dt. „vorübergehende Betäubung des Herzens“). Lässt sich der Zuschauer auf das Schicksal Argans ein, so erscheint es eher tragisch: Argan hat Angst zu sterben, er leidet. Woran, lässt sich scheinbar schwer bestimmen, doch muss das noch nicht heißen, dass er nicht krank ist: Es gibt viele Krankheiten, die keinerlei physische Ursache zu haben scheinen und dennoch nicht zum Lachen sind. Das sind eigentlich keine Gründe, über ihn zu lachen. Doch da dem Zuschauer bereits durch den Titel des Stückes suggeriert wird, eigentlich sei Argan nicht krank, kann er sein Mitgefühl „ausschalten“ und lachen. Argans Krankheit wird als fixe Idee entlarvt, die all seine Handlungen bestimmt: Zum Beispiel treibt sie ihn zu dem Entschluss, seine Tochter mit dem jungen Arzt Thomas Diafoirus zu verheiraten, obwohl dieser ganz offensichtlich von seiner Tochter nicht gewollt ist, denn diese möchte Cléante heiraten.

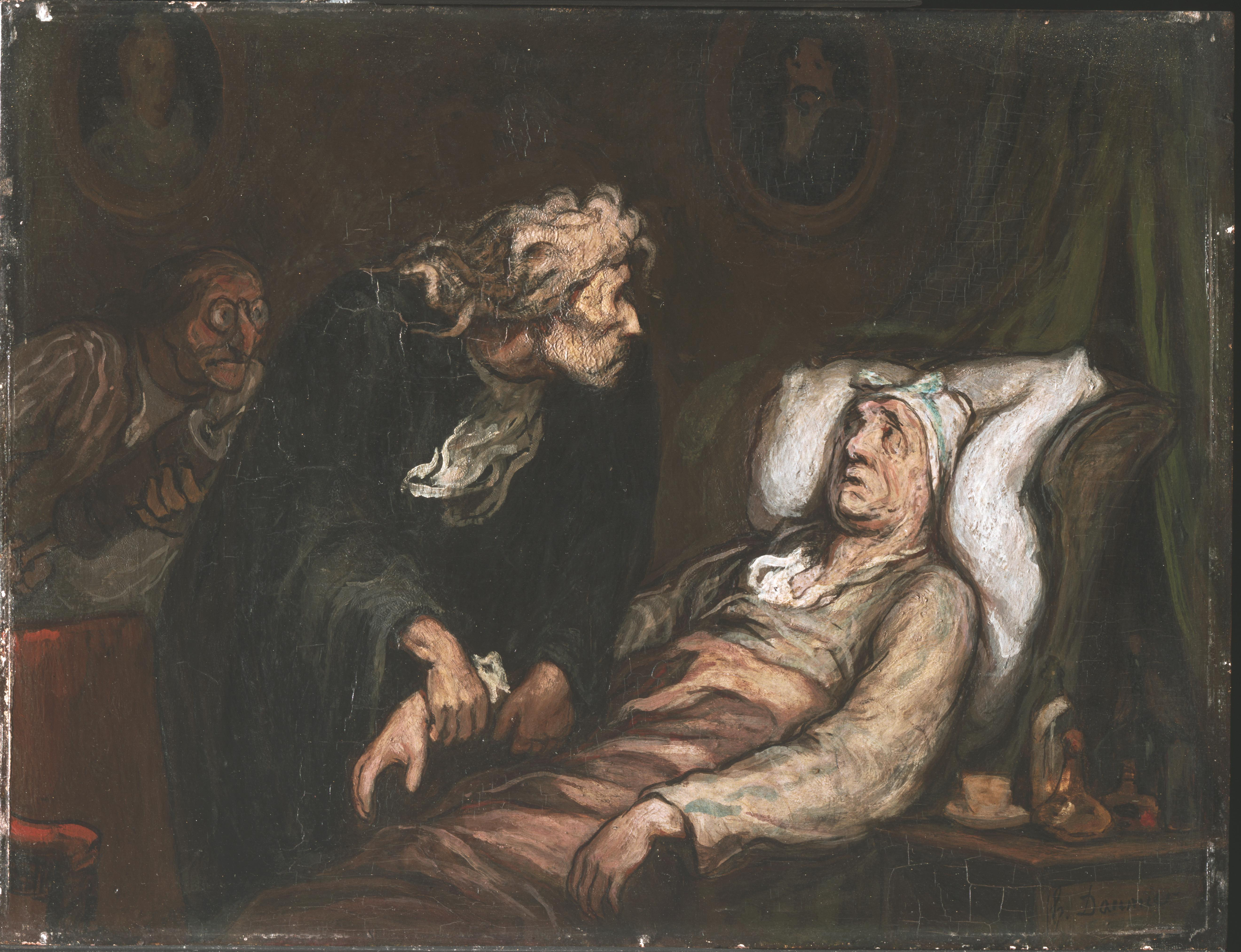
Honoré Daumier:
Der eingebildete Kranke

Wer Argans Krankheit als fixe Idee entlarvt hat, kann vielleicht aus einem gewissen Überlegenheitsgefühl heraus über ihn lachen. Der Zuschauer weiß mehr über Argan als dieser über sich selbst. „Es gibt eine Komik der naiven Natürlichkeit […]. Erst unter Voraussetzung dieser Naivität, d. h. der Bewusstlosigkeit des Subjekts mit Hinblick auf seine Fremdbestimmtheit, wird diese wirklich komisch“ (Stierle, Text als Handlung, S. 61) Argan versteht weder sich noch seine Handlungen als komisch, da er an seine fixe Idee glaubt. Er ist also unfreiwillig komisch und wirkt deshalb lustiger als ein aktiver Spaßmacher. „In der Passivität des Helden liegt also seine dramatische und komische Wirkung. Er glaubt zu handeln und wird durch ihm unsichtbare Mächte geschoben. Derjenige allerdings, der die verborgene Maschinerie des Weltwillens sieht, wird in Überlegenheit lachen.“ (Müller, Theorie der Komik, S. 60)  Er vergleicht den komischen Helden mit sich selbst und kommt zu dem Schluss, dass er selbst niemals diese Dummheit begehen würde. Molière bezeichnet es als die Aufgabe der Komödie, „die Menschen durch Unterhaltung zu verbessern“. Durch Distanz und Überhebung gelingt es dem Zuschauer zu erkennen, was er selbst vermeiden will: „Sieh dort auf der Bühne den Geizigen, den Aufschneider, den eingebildet Kranken, lieber Zuschauer, du wirst ihm doch nicht gleichen […] wollen?“ (Weinrich, Lachen ist gesund, S. 405)
Vielleicht lacht der Zuschauer, der Argans Krankheit als fixe Idee entlarvt sieht, aber auch, weil er weiß, dass sich die Spannung, die die Figur Argan in sich trägt und so auch überträgt, in Nichts auflösen wird. Er lässt sich von Argans Angst fesseln und lacht zugleich, weil er weiß, dass nichts Schlimmes passieren kann, so wie Kant es ausdrückt: „Das Lachen ist ein Effekt aus der plötzlichen Verwandlung einer gespannten Erwartung in nichts.“ (Kant, Kritik der Urteilskraft, S. 437)

### Lachen über die Mediziner

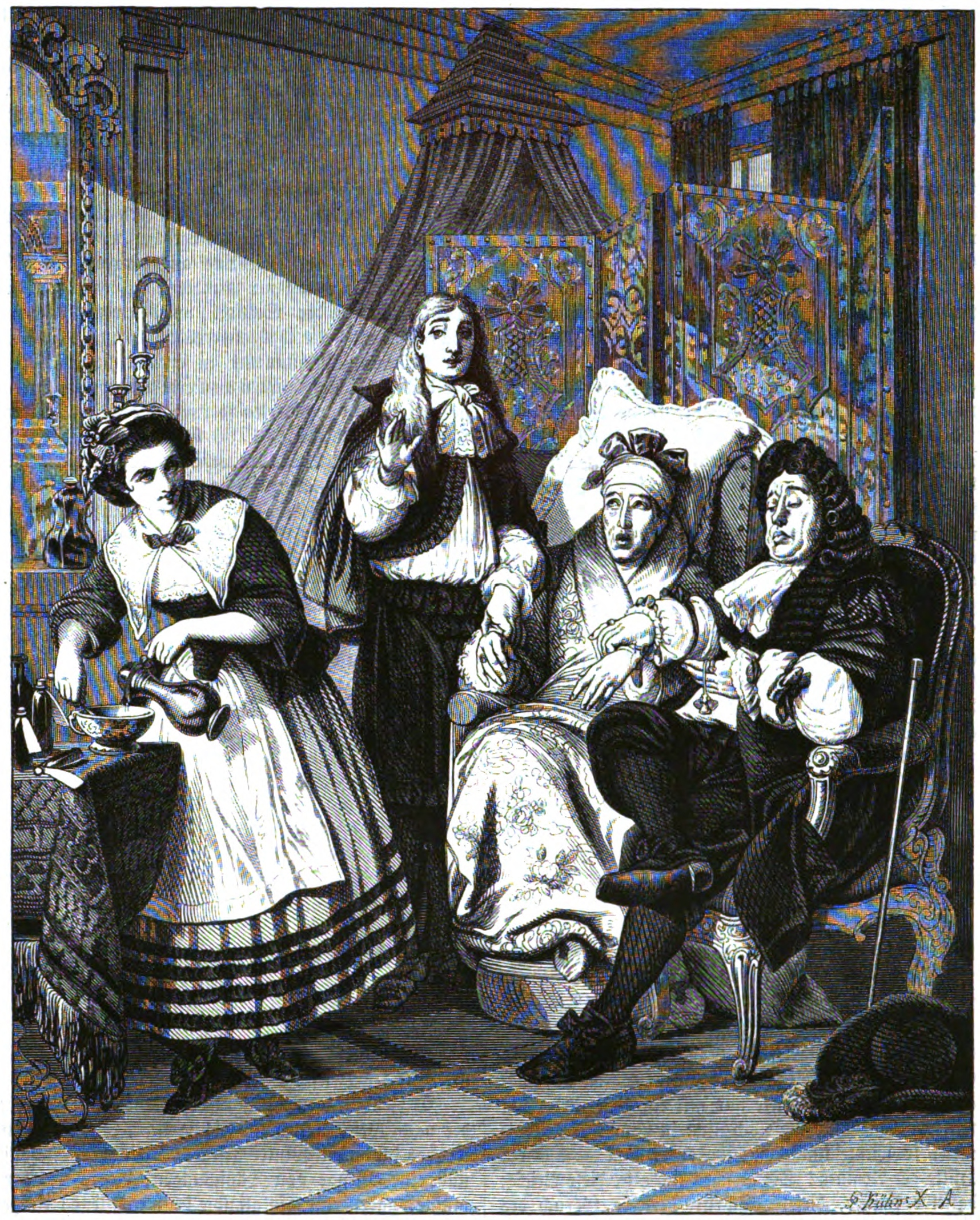
Grafik von G. Kühn (1864): Szene aus Molières „Der eingebildete Kranke“

Ein weiterer Aspekt, der zum Lachen über den Tod führt, ist die Art und Weise, in der die Ärzte dargestellt werden: Das Thema der Medizin bzw. der Mediziner taucht bereits im französischen Theater des Mittelalters auf und findet sich sowohl in Stücken der Commedia dell’Arte als auch im französischen Theater des 17. Jahrhunderts wieder.  Molière greift den Stoff erstmals in Le médecin volant auf, eine sehr frühe Farce, der aber keine größere Bedeutung beigemessen wird. In Dom Juan ou le Festin de Pierre (1665) reicht es aus, dass Sganarelle (ein Diener) die Arztrobe anzieht, um hochgelehrt zu erscheinen und so zu sprechen. Es tauchen zwei wichtige Motive auf: der den Medizinern zugeschriebene Fachjargon und das Motiv, dass die Kleidung bereits den Mediziner ausmacht. Noch im selben Jahr schreibt Molière die „heftige […] persönliche […] Satire“ (Grimm) L’amour médecin. Ein Jahr später erscheint die ebenso heftige Ärzte-Satire Le Médecin malgré lui. 1669 versuchen zwei gekaufte Ärzte Monsieur de Pourceaugnac, in dem gleichnamigen Stück, eine „mélancolie hypocondriaque“ einzureden. In Le Malade imaginaire scheint Molière eine gewisse Sanftmut den Ärzten und der Medizin gegenüber entwickelt zu haben: Argans Arzt Monsieur Purgon wird hier zwar als dumm hingestellt, da er der Medizin ganz verfallen ist und an sie glaubt, jedoch handelt er weder aus bösem Willen noch aus reiner Geldgier.
Der Mediziner ist also schon ein fester Bestandteil der damaligen Komödien. Er wirkt komisch, da er zuständig für den Körper ist (beispielsweise untersucht er den Urin). Damit bricht er ein großes Tabu des 17. Jahrhunderts.
Außerdem wird der Mediziner allgemein als Hochstapler angesehen. Er tritt immer in seiner Arztrobe auf und redet in einem ganz bestimmten Fachjargon, durch den er versucht, sich über die anderen zu stellen. Jedoch kann er nichts bewirken und verschreibt immer nur dieselben Behandlungsmethoden und Medikamente (Klistiere, Aderlässe und Diäten). Der Mediziner sieht sich selbst als Autorität an, kann diesem Anspruch allerdings nicht gerecht werden. (Nicht einmal sein Latein ist richtig!)
Ein weiterer Punkt ist der Autoritätsglaube der Mediziner: Sie vertrauen ganz auf die alten Lehren und auf die medizinische Fakultät. Sie verschließen sich allem Neuen, wie in Der eingebildete Kranke zum Beispiel dem Blutkreislauf. Der Mediziner handelt fremdbestimmt und wirkt durch seine extreme Abhängigkeit von der medizinischen Fakultät häufig realitätsfern. Dies wird in Der eingebildete Kranke besonders bei Thomas Diafoirus deutlich: Er kommt in das Haus Argans, um Angélique einen Heiratsantrag zu machen (2. Akt, Szene 5). Zunächst begrüßt er mit schwülstigen Worten Argan selbst, dann wendet er sich an Angélique, die er für Béline, deren Stiefmutter, hält, da es sich ziemt, zunächst die Eltern der Braut zu begrüßen, also muss die zweite Person, die sich ihm in den Weg stellt, die Mutter der Braut sein. Als er schließlich die verspätete Béline vor sich hat, gerät er ins Stottern und vergisst seinen auswendig gelernten Text. Der Heiratsantrag, den er Angélique schließlich macht, wirkt gestelzt, und das Geschenk, welches er ihr darbietet, zeigt deutlich, wie wenig er Mensch und wie sehr er Mediziner ist: Er überreicht ihr seine Dissertation und eine Einladung, zur Sezierung einer Frau mitzukommen.

### Das Spiel mit dem Tod
Der kleinen Louison fällt die Aufgabe zu, die Zuschauer zum Lachen über den Tod zu bewegen. Louison ist Argans 7- oder 8-jährige Tochter. Sie benutzt den Tod als List: „Wartet, ich bin tot.“ (2. Akt, Szene 8), doch durch ihre Kindlichkeit wird diese List zum Spiel. Über Kindlichkeit und über Spiele zu lachen, sind Menschen gewohnt. Beidem wohnt die Leichtigkeit inne, die versichert, dass nichts Schlimmes passieren kann. So wird dem Tod gegenüber eine kindliche Einstellung etabliert (mit Hilfe der Figur des Kindes), die die Realität des Todes negiert, welche durch Argans Todesangst dem Zuschauer immer wieder ins Bewusstsein gerufen wird. Indem man sich auf  Louisons Spiel einlässt, entsteht ein Gefühl von Unsterblichkeit.
In der Szene zwischen Argan und Louison kommt außerdem noch einmal Argans Todesangst zum Ausdruck, als er sofort vorgibt überzeugt zu sein, dass er seine Tochter mit der Rute getötet hat, worauf ihn Louison tröstet: „Ich bin nicht ganz tot“. Somit wirkt die Reaktion Argans überzogen und lächerlich. Louison hat keine Angst vor dem Tod. Sie, das Kind, ist Symbol für das Leben, welches einen hellen Kontrast zu den ständig anwesenden Symbolen des Todes bildet. Das Leben in dieser Szene hat eine solche Macht, dass Argan sogar seine Krankheit vergisst: „Ich habe nicht einmal Zeit, an meine Krankheit zu denken“.
Die Angst vor dem Tod verliert er trotzdem nicht: Als Toinette Argan dazu überredet, er solle sich tot stellen, so dass Béralde von den guten Absichten Bélines überzeugt würde, zögert er: „Ist es nicht gefährlich, sich tot zu stellen?“ (3. Akt, Szene 11) Ein weiteres Mal wird hier mit dem Tod gespielt. Louison ahmte den Tod nach, ohne dass er ihr etwas anhaben konnte, und nun soll sich Argan auch auf dieses Wagnis einlassen. Dieses Spiel mit dem Tod erinnert ein wenig an die Komödie La Calandria von Bibbiena, in dem Calandro von seinem Diener in eine Kiste gesteckt wird, um zu einem Stelldichein zu gelangen. Doch Calandro fürchtet in der Kiste zu sterben, woraufhin sein Diener Fessenio ihm erklärt, dass man zwar in solchen Kisten sterbe, dies jedoch nichts anderes sei als einzuschlafen. Man müsse es also genauso üben, wie das Aufwachen. Hier spielen sicherlich religiöse Anschauungen über den Tod mit, wie zum Beispiel die Vorstellung, man entschlafe, um zum jüngsten Gericht wieder aufzuwachen. Diese Vorstellungen können auch hinter Louisons oben erwähnter Beschwichtigung vermutet werden. Durch das Spiel mit dem Tod wird dieser gleichsam irrealisiert: „Indem der Betrachter das komische Faktum isoliert und als dieses zur Anschauung bringt, wird das in ihm liegende Moment einer Bedrohung der Handlungswelt als akzidentiell und eliminierbar aufgefasst. Nachdem gelacht wurde, ist die Welt wieder ins Lot gebracht, die komische Verstrickung ist, indem sie im Lachen fallengelassen wurde, negiert.“ (Stierle: Text als Handlung)

## Ausgaben
- Molière: Der eingebildete Kranke. Komödie in 3 Aufzügen (Originaltitel: Le malade imaginaire, übersetzt und Nachwort von Doris Distelmaier-Haas), Reclams Universal-Bibliothek 1177, Stuttgart 1986, ISBN 978-3-15-001177-5
  - übersetzt von Walter Widmer, Hamburger Lesehefte, Heft 175, Hamburg 2014, ISBN 978-3-87291-174-2.

## Verfilmungen
1952 verfilmte Hans H. König das Stück unter dem Titel Der eingebildete Kranke mit Joe Stöckel, Oskar Sima, Inge Egger, Jupp Hussels und Lucie Englisch in den Hauptrollen.
1979 entstand in Italien unter der Regie von Tonino Cervi mit Alberto Sordi in der Hauptrolle sowie mit Laura Antonelli, Giuliana De Sio und Marina Vlady eine weitere Version unter dem Originaltitel Il Malato Immaginario.